# In Ekstase
 (juin 2023).
Si vous disposez d'ouvrages ou d'articles de référence ou si vous connaissez des sites web de qualité traitant du thème abordé ici, merci de compléter l'article en donnant les références utiles à sa vérifiabilité et en les liant à la section « Notes et références ».
Albums de Nina Hagen
Angstlos
(1983) Nina Hagen
(1989)
Singles
1. Universal Radio
Sortie : janvier 1985
2. Spirit in the Sky
Sortie : 1985

In Ekstase est le troisième album en solo de la chanteuse allemande Nina Hagen. Il est sorti le 10 janvier 1985 sur le label CBS Records et a été produit dans sa grande majorité par Adam Kidron.

## Historique
Cet album fut enregistré en 1984 dans les Mediterranean Studios d'Ibiza sur les Îles Baléares et en France à Paris dans les studios Marcadet et au studio Le Château.
Il comprend huit nouveaux titres, dont une reprise de Spirit in the Sky enregistrée en 1969 par Norman Greenbaum, ainsi que la version de My Way enregistrée avec le Nina Hagen Band en 1979 et sortie à l'époque uniquement en EP. Le morceau final est un extrait de la version anglaise de Spirit in the sky présente sur l'album In Ecstasy. Contrairement à son album précédent, Angstlos résolument tourné vers le funk et le disco, Nina revient par moments vers une musique plus punk (1985 Ekstasy Drive, God of Aquarius)
La chanson Vater Unser reprend les paroles du Notre Père, et des extraits de La Danse du sabre de Aram Khatchatourian.
Il se classa à la 24e des charts allemands.

## Liste des titres

### Nina Hagen in Ekstase

#### Face 1
| No | Titre              | Auteur                                                 | Durée |
| -- | ------------------ | ------------------------------------------------------ | ----- |
| 1. | Universelles Radio | Roger Dumas                                            | 3:34  |
| 2. | Die Ufos Sind Da   | Nina Hagen, Karl Rucker                                | 3:29  |
| 3. | Russicher Reggae   | Hagen, Rucker                                          | 4:29  |
| 4. | My Way             | Claude François, Gilles Thibaut, Jacques Revaux, Hagen | 4:25  |
| 5. | 1985 Ekstasy Drive | Hagen, Rucker, Billy Liesegang, Peter Krause           | 3:22  |

#### Face 2
| No | Titre                                       | Auteur                              | Durée |
| -- | ------------------------------------------- | ----------------------------------- | ----- |
| 1. | Prima Nina in Ekstase                       | Hagen, Rucker                       | 4:01  |
| 2. | Gott im Himmel (Spirit in the Sky)          | Norman Greenbaum, Hagen             | 3:39  |
| 3. | Atomic Flash Deluxe                         | Hagen, Dr. Livingstone, Max Lorentz | 4:02  |
| 4. | Vater Unser                                 | Hagen, Rucker                       | 3:24  |
| 5. | Gott im Himmel (Spirit in the Sky)(reprise) | Greenbaum, Hagen                    | 0:59  |

### Version anglophone
Nina Hagen In Ekstasy est la version anglophone du disque In Ekstase de Nina Hagen. La version en compact disc de cet album dure 44:57 minutes et comprend en bonus une version « Dance mix » du titre Universal Radio. L'ordre des chansons est le même que dans la version originale. Trois chansons (My Way, 1985 Ekstasy Drive et Atomic Flash De Luxe) sont reprises à l'identique. Prima Nina in Ekstasy présente une structure beaucoup plus aboutie que la version originale, avec des couplets supplémentaires et des chœurs d'Afrika Bambaataa & Soulsonic Force et Shango; Spirit in The Sky dure presque deux minutes de plus que la version allemande, avec des sections inédites.

#### Liste des titres
1. Universal Radio - 3:35
2. Gods Of Aquarius - 3:27
3. Russian Reggae - 4:35
4. My Way - 4:26
5. 1985 Ekstasy Drive - 3:20
6. Prima Nina In Ekstasy - 4:28
7. Spirit In The Sky - 5:15
8. Atomic Flash De Luxe - 4:02
9. The Lord's Prayer - 3:21
10. Gott Im Himmel - 1:16

Bonus sur la version CD

    11. Universal Radio (Dance Mix) - 7:00

## Musiciens
- Nina Hagen : chant
- Karl Rucker : basse, claviers, batterie, arrangements
- Billy Liesegang : guitares
- Peter Krause : batterie
- Alex Laroque : batterie
- Roger Graig : claviers
- Michael McEboy : claviers, arrangements des cuivres
- Balis Jiouraitis : grand piano
- Alain Guillard : saxophone
- Eric Le lane : trompette
- Afrika Bambaataa's Soulsonic Force and Shango : chœurs sur Prima Nina in Ekstasy
- Paul Eknes : chœurs sur Spirit in the Sky (Gott im Himmel)

## Charts
Album
| Pays             | Durée du classement | Meilleur classement |
| ---------------- | ------------------- | ------------------- |
| Allemagne        | 7 semaines          | 24e                 |
| Autriche         | 2 semaines          | 13e                 |
| Nouvelle-Zélande | 2 semaines          | 43e                 |
| Suède            | 1 semaine           | 36e                 |
| Suisse           | 7 semaines          | 13e                 |

Single
| Année | Single          | Chart            | Durée du classement | Position |
| ----- | --------------- | ---------------- | ------------------- | -------- |
| 1985  | Universal Radio | Dance Club Songs | 6 semaines          | 39e      |